# Portretul lui Don Luis de Góngora
Portretul lui Don Luis de Góngora este un tablou al pictorului baroc spaniol Diego Velázquez, realizat în 1622 și aflat acum la Museum of Fine Arts din Boston. Acesta îl înfățișează pe  poetul Luis de Góngora. Tabloul este influențat de Caravaggio, în special prin realizarea clarobscurului său, și aplică și lecții pe care Velazquez le-a învățat în Italia, cum ar fi bogata paletă folosită de Titian. Portretul a fost comandat cu ajutorul profesorului lui Velázquez, Francisco Pacheco.
Există alte două versiuni ale acestui portret cu atribuiri incerte. Unul este deținut de Muzeul Lázaro Galdiano din Madrid, iar celălalt de Muzeul Prado.